# Vista Hermosa, Honey
Vista Hermosa är en ort i Mexiko.   Den ligger i kommunen Honey och delstaten Puebla, i den sydöstra delen av landet, 130 km nordost om huvudstaden Mexico City. Vista Hermosa ligger 2 186 meter över havet och antalet invånare är 170.
Terrängen runt Vista Hermosa är varierad. Runt Vista Hermosa är det ganska tätbefolkat, med 230 invånare per kvadratkilometer. Närmaste större samhälle är San Bartolo Tutotepec, 16,3 km norr om Vista Hermosa. I omgivningarna runt Vista Hermosa växer i huvudsak blandskog.